# ヘルウヴェ
ヘル ウヴェ（HELU Uwe、1990年〈平成2年〉7月12日 - ）は、ジャパンラグビーリーグワン浦安D-Rocksに所属するラグビーユニオンの選手。

## プロフィール
- トンガ出身。
- ポジションはロック(LO)、フランカー(FL)。
- 身長 193 cm、体重 120 kg
- ニックネームはウヴェ。
- 日本代表キャップは19。（2023年8月現在）
- 旧名「タウアテ・ヴァル・ウヴェ・ヘル(Tauate Valu Uwe Helu)」。2016年（平成28年）8月に日本に帰化した[1]。

## 来歴
父親の影響で6歳からラグビーを始め、トンガの高校だけでなく、ニュージーランドのクライストチャーチにあるセント・トーマス・カンタベリー高校に進む。
2010年、高校卒業後、拓殖大学に入学。
2013年、拓殖大学ラグビー部の主将に就任した。
2014年、拓殖大学卒業後、ヤマハ発動機ジュビロ(現・静岡ブルーレヴズ)に加入。同年9月13日に行われたジャパンラグビートップリーグ第4節の宗像サニックスブルース戦に途中出場で公式戦初出場を果たす。
2016年8月、日本国籍を取得。
2016年11月5日に行われたリポビタンDチャレンジカップ2016アルゼンチン戦にて先発出場で日本代表初キャップを獲得し、同年12月にはスーパーラグビーサンウルブズの2017年スコッドに入った。
2019年8月、ラグビーワールドカップ2019の日本代表に選出、サモア戦とアイルランド戦に途中出場した。
2021年、クボタスピアーズ(現・クボタスピアーズ船橋・東京ベイ)に加入。
2024年7月、浦安D-Rocksに入団。